# Antihistamin
Et antihistamin er et lægemiddel, der hæmmer virkningen af histamin ved at blokere dets binding til histamin receptoren. Der findes fire typer af histamin receptorer, H1 til H4, men det er kun de stoffer, der blokerer H1 receptoren som normalt bliver kaldt antihistaminer. Antihistaminer anvendes til behandling af en række allergiske tilstande, herunder høfeber og nældefeber.

## Klinisk virkning
Kroppen frigiver histamin, når immunsystemet møder et antigen, som enten kan være skadeligt eller uskadeligt. Histamin medierer allergiske reaktioner ved at binde til H1 receptoren. Der fremkaldes derved allergiske reaktioner som fx rødme, kløe og irritation af luftvejene. Ved at blokere receptoren kan antihistaminer lindre disse gener i større eller mindre grad.
Histamin har derudover en rolle i centralnervesystemet, hvor det er med til at regulere døgnrytmen. Histamin bevirker her, at man kan holde sig vågen. En blokering af H1 receptorerne i centralnervesystemet har derfor en sløvende eller søvndyssende virkning.

## Første generation
De ældre antihistaminer krydser blod-hjerne-barrieren og trænger dermed ind i centralnervesystemet, hvilket resulterer i at de udover at være anti-allergiske også virker sløvende. Den sløvende virkning bliver oftest betragtet som en uønsket bivirkning, men kan også udnyttes terapeutisk. Følgende første generations antihistaminer er i klinisk brug i Danmark pr. november 2012:
- Cinnarizin (handelsnavn: Sepan)
- Clemastin (handelsnavn: Tavegil)
- Cyclizin (handelsnavn: Marzine)
- Meclozin (handelsnavn: Postafen)
- Promethazin (handelsnavn: Phenergan)

## Anden generation
Nyere antihistaminer er udviklet til ikke at krydse blod-hjerne-barrieren og virker derfor kun i ringe grad sløvende. Dog kan højere doser stadig have en vis sløvende virkning. Følgende anden generations antihistaminer er i klinisk brug i Danmark pr. november 2012:
- Acrivastin (handelsnavn: Benadryl)
- Cetirizin (handelsnavne: Alnok, Benaday, Vialerg, Zyrtec)
- Desloratadin (handelsnavne: Aerius, Dasselta)
- Ebastin (handelsnavn: Kestine)
- Fexofenadin (handelsnavne: Alterfast, Nefoxef, Telfast)
- Levocetirizin (handelsnavne: Levazyr, Zyxal)
- Loratadin (handelsnavne: Clarityn, Mildin)

## Eksterne links
Læs mere om antihistaminer på
Medicin.dk
| Farmakologi | Spire Denne artikel om farmakologi er en spire som bør udbygges. Du er velkommen til at hjælpe Wikipedia ved at udvide den. |